# Волица (Яворовский район)
Волица (укр. Волиця) — село в Шегининской сельской общине Яворовского района Львовской области Украины.
Население по переписи 2001 года составляло 1040 человек. Занимает площадь 0,993 км². Почтовый индекс — 81323. Телефонный код — 3234.

## История
В 1946 г. указом ПВС УССР село Ляцкая Воля переименовано в Волицу.

## Фотогалерея

Церковь Благовещения Пресвятой Богородицы